# Koncentracijsko taborišče Amersfoort
Koncentracijsko taborišče Amersfoort (nizozemsko Kamp Amersfoort, nemško Durchgangslager Amersfoort) je bilo nacistično koncentracijsko taborišče blizu mesta Amersfoort na Nizozemskem. Uradno ime je bilo "Polizeiliches Durchgangslager Amersfoort", PDA ali Policijsko tranzitno taborišče Amersfoort. Med letoma 1941 in 1945 je bilo tam zaprtih 37.000 zapornikov. Taborišče je bilo v severnem delu občine Leusden, na občinski meji med Leusdnom in Amersfoortom v osrednji Nizozemski.

## Zgodnja zgodovina
Leta 1939 je bilo taborišče Amersfoort še vedno kompleks vojašnic, ki so služile za nastanitev med vojaškimi topniškimi vajami na bližnjem Leusderheideju. Od leta 1941 dalje ni deloval le kot prehodno taborišče, kot pove ime. Primeren bi bil tudi izraz "kaznilniško taborišče" ali "delovno taborišče". V času obstoja taborišča so številne jetnike razporedili na delo v delovne enote. Skupno je bilo v Amersfoortu registriranih okoli 37.000 zapornikov.
Da so prišli v taborišče, so morali ujetniki hoditi iz železniške postaje skozi mesto in skozi stanovanjske soseske.

## 1941–1943
Zgodovino taborišča lahko ločimo na dve obdobji. Prvo obdobje se je začelo 18. avgusta 1941 in končalo marca 1943. Marca 1943 so vse razen osmih preživelih prvih zapornikov v Amersfoortu premestili v Taborišče Vught. Premestitev zapornikov v Vught je omogočila dokončanje širitve taborišča Amersfoort. Kljub temu, da je Taborišče Vught začelo delovati januarja 1943, se je vzdrževanje taborišča nacistom še vedno zdelo nujno.
Po invaziji na ZSSR junija 1941 so bili v taborišču sovjetski vojni ujetniki. Med njimi je bil 101 uzbekistanski zapornik, ki so jih pripeljali na ogled Nizozemcem v propagandne namene, vsi pa so umrli pozimi 1941 ali pa so bili aprila 1942 usmrčeni v gozdu blizu taborišča. 865 sovjetskih zapornikov je pokopanih na bližnjem pokopališču Rusthof .
Amersfoort je bil prehodno taborišče, od koder so zapornike pošiljali v koncentracijska taborišča Buchenwald, Mauthausen in Neuengamme. 15. julija 1942 so Nemci začeli deportirati nizozemske Jude iz Amersfoorta, Vughta in Westerborka v koncentracijska taborišča in taborišča smrti, kot so Auschwitz, Sobibor in Theresienstadt.

## 1943 do 1945
Preostali stražarski stolp, kot je razvidno iz spomenika, je bil zgrajen okoli aprila/maja 1943, ko je bila širitev kampa Amersfoort končana in so lahko bili tam spet zaprti zaporniki. Taboriišče Amersfoort se je glede na prvo obdobje v marsičem spremenilo. Najpomembnejši spremembi sta bili veliko večja 'stanovanjska kapaciteta' in hitrejši 'obrat'. Kar je ostalo enako, je bila anarhija, pomanjkanje higiene, pomanjkanje hrane, pomanjkanje zdravniške oskrbe in okrutnost stražarjev. Luč za zapornike je bila prisotnost nizozemskega Rdečega križa. Drugo obdobje se je končalo 19. aprila 1945, ko je bil nadzor nad taboriščem po nenadnem begu nemškega osebja taborišča prenesen na Loesa van Overeema iz Rdečega križa. Objekt je pod okriljem Rdečega križa deloval vse do 7. maja, ko so prišli kanadski vojaki Prve kanadske armade, ki so uradno osvobodili taborišče. Vojaki I. kanadskega korpusa, ki so se borili severno od Arnhema, so bili ustavljeni približno miljo od Amersfoorta pred koncem vojne, osvoboditev pa je prišla na dan, ko so nemške sile položile orožje na Nizozemskem. Taborišče in okolico je upravljala 1. kanadska divizija, kasneje pa je bila uprava junija 1945 prenesena na 3. kanadsko divizijo, okupacijske sile kanadske vojske.

## Populacija zapornikov in življenje v Amersfoortu
Nihajočo populacijo zapornikov je sestavljala raznovrstna skupina ljudi iz vse Nizozemske: Judje, Jehovove priče, vojni ujetniki iz Sovjetske zveze, pripadniki odporniškega gibanja, duhovščina, trgovci in mesarji na črno ter tihotapci. Med letoma 1941 in 1943 je bilo v taborišču zaprtih 8800 ljudi, od tega 2200 deportiranih v Nemčijo. V obdobju 1943–1945 je bilo zaprtih 26.500 ljudi, od katerih jih je bilo 18.000 poslanih na vzhod v kraje, kot sta koncentracijska taborišča Buchenwald in Natzweiler.
Po ponovnem odprtju leta 1943 je bilo 70 Judov iz Taborišča Vught in 600 Judov iz Taborišča Westerbork britanske, ameriške in madžarske narodnosti za kratek čas poslanih v Taborišče Amersfoort. Pridružili so se jim kršitelji pogodbe nemškega Arbeitseinsatza (programa prisilnega dela), dezerterji vojaki Waffen SS, dezerterji nemških voznikov tovornjakov iz Nationalsozialistische Kraftfahr-Korps in člani NSB (nizozemsko nacionalsocialistično gibanje), ki so kršili zakone.
Ta mešanica zapornikov ni bila edina značilnost, ki je določala značaj Taborišča Amersfoort. Skrajna okrutnost poveljstva taborišča je zagrenila življenje na tisoče jetnikov. Kljub sorazmerno kratkemu bivanju je veliko zapornikov umrlo zaradi pomanjkanja in nasilja v taborišču, kjer »govorice pravijo, da je mogoče slišati krike ljudi, ki jih pretepajo kilometre po resju. To je bilo več kot le govorice."  Zlasti z judovskimi zaporniki so grozljivo ravnali ne le pazniki, ampak tudi sojetniki.
Edita in Roza Stein, dve etnični judovski katoličanki, ki ju je aretiral SS, sta opisali, kako je bilo priti v Amersfoort ob 3. uri zjutraj 3. avgusta 1942:
Ko so kombiji prišli do taborišča, so iz njih izpraznili potnike, ki so jih prevzeli stražarji SS. Ti so jih začeli s preklinjanjem in psovanjem, udarjanjem s pendreki po hrbtu gnati v kočo, kjer naj bi prenočili brez obroka.

 Koča je bila razdeljena na dva dela, enega za moške in enega za ženske. Od glavnega lagerja je bil ločen z ograjo iz bodeče žice. Vsega skupaj je bilo v lagerju v tistem trenutku okoli tristo mož, žensk in otrok.

 Postelje so bile dvonadstropne z železnim okvirjem, brez kakršnih koli vzmetnic. Naši ujetniki so se vrgli na gole vzmeti in poskušali iztrgati nekaj minut spanca; toda le redki so to noč spali, čeprav le zato, ker so stražarji občasno ugašali in prižigali luči kot preventivo pred poskusi pobega, kar je bilo v vsakem primeru skoraj nemogoče. Njihovi hladni ostri glasovi so zapornike navdajali s tesnobo glede prihodnosti in v teh okoliščinah je prav tesnoba tista, ki lahko zapor spremeni v pekel na zemlji.
Nasilje s strani paznikov ni bilo edino, kar je moralo zapornike skrbeti. Fizična oslabelost zaradi prekomernega dela, podhranjenost in slaba higiena v taborišču so povzročili bolezni in okužbe, ki so bile še en strašljiv način umiranja. Yehudit Harris, mlad fant iz Amersfoorta, se spominja, da je kričal od bolečine, ko ga je mati pozimi umivala s snegom, da bi se znebili uši in zaščitila pred boleznijo. Tudi vzmetnice, na katerih so zaporniki spali, so bile pogosto okužene z ušmi, davico, grižo ali tuberkulozo 

## Organizacijska struktura taborišča
Najvišjo pristojnost je imel Lagerkommandant (poveljnik taborišča). Pod njim je bil Lagerführer (vodja taborišča), ki je dejansko vodil taborišče. Njegovi pomočniki so bili Blockführer (vodje barak). Skoraj vsi zaporniki so bili razdeljeni v delovne enote ali komande. Te komande je vodil Arbeitsführer (delovodja). Najnižja vodstvena raven so bili Ältesten (starešine), imenovani tudi "vidni" ali "delovodje". To so bili jetniki, ki so v zameno za reševanje manjših zadev, običajno kraje med jetniki, prejemali posebne privilegije.

## Vodstvo taborišča
Stražnemu bataljonu Nord-West (6 čet, skupaj okoli 1200 mož) je poveljeval SS-Hauptsturmführer Paul Anton Helle .
Prva od teh šestih čet je bila zadolžena za Taborišče Amersfoort pod poveljstvom SS-Obersturmführerja Walter Heinrich . Ta četa je bila razdeljena na Kamp-SS (20 mož, ki jih je izbral Heinrich) in Guard-SS (100 mož).
Prvi vodja taborišča je bil SS-Schutzhaftlagerführer I Johann Friedrich Stöver. Od 1. januarja 1943 je bil vodja taborišča SS-Schutzhaftlagerführer II Karl Peter Berg . Berg je bil zelo krut človek, ki so ga opisali kot "plenilca, ki je v agoniji drugih dobival veliko veselje". Med klicanjem postrojenih se je rad neopazno prikradel za vrste moških in koga zalotil pri kakšnem prekršku, na primer pri govorjenju ali nepravilnem upoštevanju ukazov. Z velikim zadovoljstvom je potem mučil svojo žrtev.«

Drug vodja taborišča je bil SS-UnterSchutzhaftlagerführer Josef Johann Kotalla, notoričen sadist, ki je pogosto nadomeščal Stöverja med njegovo odsotnostjo. Ta nekdanji trgovski zastopnik in večkratni psihiatrični bolnik je bil eden najbolj zloglasnih SS stražarjev v Amersfoortu. BW Stomps, odporniški borec, poslan v Amersfoort, se je spomnil Kotallinih dejanj za Božič leta 1944:
23. decembra je Kotalla napovedal prepoved prejemanja paketov za tri tedne, kar pomeni, da Rdeči križ ne bo mogel razdeliti daril za božič ali novo leto. Nadalje je odpovedal zajtrk, kosilo in večerjo na sam božič, pri čemer je kot pretvezo uporabil odkritje tihotapskega pisma. In kot dodatno kazen na božično jutro je moške pustil stati na paradi, ki je bila pokrita z debelim snegom, od njihovega klicanja po imenih ob sedmih do pol poldneva. Nekaj dni pred tem so bile na ogled na bodeči žici obešene gosi za stražarsko božično večerjo.
Notorični so bili tudi Blockführer Franzka, SS-Arbeitsdienstführer Maks Ritter, SS-ovec Hugo Hermann Wolf, med mnogimi drugimi. 
Leta 1948 so poveljniku taborišča in paznikom v Amersfoortu sodili in jih obsodili za njihove zločine. Karl Peter Berg je bil obsojen na smrt in leta 1949 usmrčen. Josef Johann Kotalla je bil prav tako obsojen na smrt, vendar so jo pozneje spremenili v dosmrtno ječo. Skupaj s tremi drugimi zaporniki se je vključil v tako imenovano » Breda Four «, skupino zapornikov, katerih morebitna izpustitev je med Nizozemci vzbudila zelo močna čustva. Kotalla ni bil nikoli izpuščen in je umrl v zaporu.